# Проспер Фердинанд фон Фюрстенберг-Щюлинген
Проспер Фердинанд Филип Мария Карл Франц фон Фюрстенберг-Щюлинген (на немски: Prosper Ferdinand Philipp Maria Karl Franz cu Fürstenberg-Stühlingen; * 12 септември 1662, Щюлинген, Фрайбург; † 21 ноември 1704, Ландау) е ландграф на Фюрстенберг, господар на Щюлинген в Баден-Вюртемберг.

## Биография
Той е вторият син на ландграф Максимилиан Франц фон Фюрстенберг-Щюлинген (1634 – 1681) и съпругата му Мария Магдалена фон Бернхаузен († 1702), дъщеря на фрайхер Йохан Вилхелм фон Бернхаузен († 1671) и Доротея Бларер фон Вартензе († 1675). Внук е на граф и ландграф Фридрих Рудолф фон Фюрстенберг-Щюлинген (1602 – 1655) и Мария Максимилиана фон Папенхайм († 1635), дъщеря на Максимилиан фон Папенхайм, ландграф на Щюлинген (1580 – 1639). По-големият му брат е неженения ландграф Антон Мария Фридрих фон Фюрстенберг (1661 – 1724), духовник в Айхщет. Сестра му Елизабет Мария Магдалена (1658 – 1719) е омъжена за граф Йохан Вайхард Михаел Венцел фон Зинцендорф (1656 – 1715). По-малкият му брат Леополд Мария Марквард (1666 – 1689) е убит в Майнц.
На 19 години Проспер Фердинанд наследява баща си, който умира убит на 24 октомври 1681 г. в Страсбург. Проспер Фердинанд участва във войната против турците при принц Евгений Савойски и маркграф Лудвиг Вилхелм фон Баден-Баден. Той участва като генералфелдцойгмайстер във Войната за испанското наследство (1701 – 1714).
Проспер Фердинанд фон Фюрстенберг-Щюлинген е убит от канонска топка в битката при обсадата на Ландау на 21 ноември 1704 г. на 42 години. Погребан е в капуцинския манастир в Хазлах в Шварцвалд. Канонската топка е поставена при олтара на църквата в Щюлинген.
За запазването на фамилията той издава през 1701 г. примогенитур-реда. Териториите на Щюлинген са поделени от синовете му Йозеф Вилхелм Ернст и Лудвиг Август Егон.

## Фамилия
Проспер Фердинанд фон Фюрстенберг-Щюлинген се жени на 30 ноември 1690 г. във Виена за графиня Анна София Евсебия фон Кьонигсег-Ротенфелс (* 23 юли 1674; † 17 януари 1731), дъщеря на граф Леополд Вилхелм фон Кьонигсег-Ротенфелс (1630 – 1694) и Мария Поликсена фон Шерфенберг († 1683). Те имат осем деца:
- Мария Елеонора Елизабет ландграфиня фон Фюрстенберг (* 9 декември 1693; † 21 март 1753), омъжена на 23 ноември 1723 г. за граф Йозеф Вилхелм Евзебиус фон Валдбург-Траухбург (* 20 януари 1694; † 11 март 1756)
- Мария Августа принцеса фон Фюрстенберг (* 7 май 1695, Гюнцбург; † 18 февруари 1770, Брюн), омъжена на 16 септември 1714 г. във Виена за граф Вацлав Албрехт фон Врбна и Фройдентал († 11 септември 1732, Лигниц)
- Мария Шарлота (* 10 май 1697; † 18 март 1740), монахиня
- Йозеф Вилхелм Ернст фон Фюрстенберг (* 13 април 1699, Аугсбург; † 29 април 1762, Виена), на 2/10 декември 1716 г. 1. управляващ княз на Фюрстенберг, ландграф на Фюрстенберг (1744 – 1762), женен на 6 юни 1723 г. за графиня Терезия Анна Мария Елеонора фон Валдшайн-Вартенберг (* 22 февруари 1707; † 12 ноември 1756, Виена)
- Мария Антония Тереза Изабела (* 2 март 1702; † 24 април 1707)
- Мария Елизабет ландграфиня на Фюрстенберг (* 28 февруари 1703; † 22 януари 1767, Прага, Бохемия), омъжена на 10 февруари 1727 г. в Донауешинген за граф Йохан Франц Ернст Херман фон Валдщайн-Вартенберг (* 19 юли 1706, Прага, Бохемия; † 14 септември 1748, Мюнхенграц)
- Лудвиг Август Егон Йохан Мария (* 4 февруари 1705, Ашафенбург; † 10 ноември 1759, Линц), на 29 юли 1755 г. ландграф на Фюрстенберг-Щюлинген-Вайтра, генерал, женен на 8 ноември 1745 г. в Хоен-Алтхайм за графиня Мария Анна Йозефа Терезия Валбурга Фугер фон Кирхберг-Вайсенхорн (* 21 май 1719, Циненберг; † 11 януари 1784, Линц), вдовица на граф Йохан Карл Фридрих фон Йотинген-Валерщайн (1715 – 1744)